# Чина луговая
Чи́на лугова́я (лат. Láthyrus praténsis) — травянистое многолетнее растение; вид рода Чина (Lathyrus) семейства Бобовые (Leguminosae).

## Названия
Народные названия: вязил, полевой горошек, журавка, стельная трава, чина жёлтая.

## Ботаническое описание

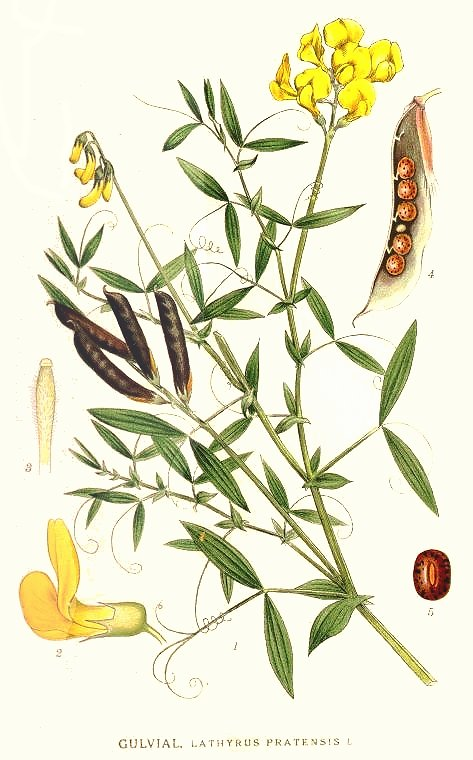

Чина луговая — многолетник высотой 30—100(120) см.
Корневище тонкое, ветвистое, ползучее, цилиндрическое, с побегами.
Стебель полый, сжато-четырёхгранный или узкокрылый, слегка сплюснутый, простёртый или восходящий, тонкий и слабый, сильно ветвистый, обычно лазящий.
Листья с одной парой ланцетовидных или линейно-ланцетных листочков с крупными прилистниками с листовыми усиками, которыми чина цепляется за другие растения. Прилистники 0,7—3,7 см длиной, 0,2—1,2 см шириной. Листовой черешок бескрылый, желобчатый. Ось листа заканчивается простым или маловетвистым усиком. Листочки 2—4(5) см длиной, (3)5—10 мм шириной, заострённые, с тремя более крепкими жилками, заканчивающимися шипиком.
Цветоносы нередко несколько согнутые, длиннее листьев (без кисти), иногда вдвое превышающие их. Цветки 1,0—1,5 см длиной, ярко-жёлтые мотыльковые, собраны в негустую кисть из 3(5)—10 цветков. Цветоножка белопушистая, немного короче чашечки. Чашечка пятизубчатая, трубчато-колокольчатая, слегка белопушистая, зубцы её треугольно-ланцетные, одинаковой длины с трубкой, на конце шиловидные, под конец широко отстоящие. Венчик из пяти лепестков, тычинок десять, пестик один. Флаг продолговато-овальный, сразу сужен в ноготок, пластинка его на верхушке едва выемчатая. Крылья на тонком согнутом ноготке, пластинка их продолговато-овальная, при основании суженная, с длинным узким ушком. Лодочка на длинном тонком ноготке, пластинка её согнутая, широколанцетная, кверху суженная, при основании с коротким ушком. Цветёт во второй половине июня.
Бобы продолговато-линейные, 2,5—3,5 см длиной, 5—6 мм шириной, сидячие, к верху сразу суженные в короткий носик, по створкам с ясно заметными жилками, образующими сетку, иногда слегка согнутые. Семян восемь—десять, сжато-округлых, красно-бурых, с тёмно-бурой мраморовидной окраской, блестящих, гладких. Рубчик охватывает 1⁄6 часть семени.

## Распространение и экология
Встречается в Европе (повсюду), на Кавказе (повсюду), в Передней (в Ираке редко), Малой (Ливан, Сирия, Турция)и Средней Азии (Казахстан, Кыргызстан, Таджикистан, Узбекистан, Афганистан), в Монголии и Китае, в Гималаях, в Африке (Марокко и Эфиопия). Занесена и натурализовалась на Корейском полуострове, в Японии и Северной Америке.
В России распространена на большей части территории — в европейской части, в Восточной и Западной Сибири, на Дальнем Востоке и Курильских островах.
Растёт по разреженным смешанным и берёзовым лесам и их опушкам, среди кустарников, по степным лугам и лесным склонам. Наиболее обильна на поемных местоположениях, менее на низинных и суходольных, где встречаются угнетённые экземпляры. Редко встречается на низинных болотах. В сложении луговых травостоев редко достигает 10—15 %.
Хорошо произрастает на влажных и умеренно влажных почвах лесной зоны. Около месяца может выдерживать затопление. В этом отношении более вынослива, чем клевер (Trifolium). Наиболее хорошо произрастает при залегании грунтовых вод на глубине 50—90 см. Обильна на суглинках, почвах богатых известью, реже встречается на песчаных почвах. Оптимальная реакция почвы pH 6,0—7,5. Хорошо отзывается на внесение фосфорнокислых и калийно-фосфорных удобрений. Выпадает на холодных, малоснежных и местах с мощным снеговым покровом.
Часто поражается мучнистой росой, ржавчиной (Uromyces Pisi) и другими грибками. Сено часто плесневеет.

## Химический состав
На 1 кг абсолютно сухого вещества содержит 102,2 мг каротина, по другим данным 81—399 мг.
Содержание аскорбиновой кислоты в свежих листьях колеблется от 58 до 200 мг на 100 грамм. В сухих листьях 760 мг %. Стебли содержат значительно меньше аскорбиновой кислоты, чем листья. Также на содержание аскорбиновой кислоты влияет способ сушки. При сушки в тени 1660 мг %, а при сушке на солнце 1100.
Коэффициент переваримости питательных веществ у протеина 72, жира 55, клетчатки 65, БЭВ 71. На 100 кг зелёной массы приходится 26 кормовых единиц и 4,2 переваримого протеина.
В дикорастущей чине луговой с Горного Алтая обнаружено 360 мг % витамина P. В траве также содержатся горькие вещества, небольшое количество алкалоидов, флавоноиды (изорамнетин, сирингетин), кофейная и феруловая кислоты, а также антоцианы, микроэлементы (марганец, железо, медь, хром и др.).

## Значение и применение
На пастбище и как зелёная подкормка неохотно поедается крупным рогатым скотом. Лошадьми и овцами поедается лучше. Хорошо поедается алтайским маралом (Cervus elaphus sibiricus). В зелёном виде удовлетворительно поедается гусями. Летом и осенью хорошо поедается северным оленем (Rangifer tarandus). В небольших количествах в сене поедается всеми видами сельскохозяйственных животных. Семена хорошо поедаются курами и голубями. Вероятно содержат ядовитые вещества и поэтому рекомендуется этот вид чины скашивать до созревания плодов. На выпас реагирует отрицательно.
Чина луговая отличается (среди других видов рода) большей облиственностью. Возделывают её на зелёный корм и сено в районах лесной, лесостепной и степной зон, горных районах Кавказа. Урожай сена 25—35 центнеров с гектара. При использовании на выгоне быстро отрастает после стравливания. В свежем виде обладает несколько горьким вкусом. В Западной Европе, преимущественно в Англии и Германии, введена в культуру и имеет особое значение для долголетних пастбищ, так как после посевов держится в продолжение десяти и более лет. Семена поспевают не одновременно, что сильно затрудняет сбор их.
Чина луговая не получила широкого распространения в культуре из-за медленного роста в первые 2—3 года, поражений болезнями и вредителями, малого урожая семян, не устойчивости при использовании на пастбище, невысокой урожайности в чистых посевах.
Медовая продуктивность сплошных зарослей в условиях Западной Сибири 1,4 кг/га. Пыльцевая продуктивность 100 цветков 74 мг, а всего растения от 53,0 до 170,0 мг. В мятликово-разнотравной ассоциации пойменного луга пыльцевая продуктивность составляет 0,37 кг/га, в злаково-разнотравной 0,02 кг/га.

### Использование в медицине
Чина луговая как лекарственное растение популярна в ряде зарубежных стран. В Испании семена применяются как противовоспалительное средство, в Болгарии — как седативное, в Монголии трава применяется при трахеобронхите (отмечается прекращение боли в груди, смягчение кашля и более лёгкое отделение мокроты).
Фармакологическими и клиническими исследованиями, проведёнными в Томском медицинском институте, установлено хорошее отхаркивающее действие настоя травы и дана рекомендация применять при хронических бронхитах, воспалении и туберкулёзе лёгких, кашле, абсцессе лёгкого. Лекарство действует мягко и не вызывает побочных явлений.
Особенно популярна чина луговая в народной медицине Кавказа, Центрального Черноземья, Алтая и Западной Сибири. Настой травы рекомендуется как хорошее отхаркивающее средство при простудном кашле, хронических бронхитах, воспалении и туберкулёзе лёгких, бронхоэктатической болезни (расширении бронхов), гнойниках в лёгких, при болезнях печени, тромбофлебите и бессоннице. Настой корней употребляют внутрь как противопоносное средство и при сердечных болях, а также как успокаивающее при бессоннице.

## Галерея
|                                                                  |  |  |  |
| Слева направо: Лист, прилистник и усик; соцветие; цветок; семена |  |  |  |

## Классификация

### Таксономия
Lathyrus pratensis L., 1753, Sp. Pl.: 733
Вид Чина луговая относится к роду Чина (Lathyrus) подсемейства Мотыльковые (Papilionoideae) семейства Бобовые (Fabaceae) порядка Бобовоцветные (Fabales). Таксономическая схема в соответствии с Системой APG IV по состоянию на декабрь 2023 года:
|  |                                      |  |                                   |                                   |                   |  | ещё 3 семейства | ещё 3 семейства   |                          |  |  |  | еще 523 рода                                                     | еще 523 рода |  |  |
|  |                                      |  |                                   |                                   |                   |  | ещё 3 семейства | ещё 3 семейства   |                          |  |  |  | еще 523 рода                                                     | еще 523 рода |  |  |
|  |                                      |  |                                   | порядок Бобовоцветные             |                   |  |                 |                   | подсемейство Мотыльковые |  |  |  |                                                                  | Чина луговая |  |  |
|  |                                      |  |                                   | порядок Бобовоцветные             |                   |  |                 |                   | подсемейство Мотыльковые |  |  |  |                                                                  | Чина луговая |  |  |
|  | отдел Цветковые, или Покрытосеменные |  |                                   |                                   | семейство Бобовые |  |                 |                   | род Чина                 |  |  |  |                                                                  |              |  |  |
|  | отдел Цветковые, или Покрытосеменные |  |                                   |                                   |                   |  |                 |                   |                          |  |  |  |                                                                  |              |  |  |
|  |                                      |  | ещё 63 порядка цветковых растений | ещё 63 порядка цветковых растений |                   |  |                 | еще 5 подсемейств | еще 5 подсемейств        |  |  |  | еще 214 подтвержденных видов и 19 видов, ожидающих подтверждения |              |  |  |
|  |                                      |  |                                   | ещё 63 порядка цветковых растений |                   |  |                 |                   | еще 5 подсемейств        |  |  |  |                                                                  |              |  |  |

### Синонимы
- Lathyrus cashmericus Royle ex Baker
- Lathyrus denudatus Gilib.
- Lathyrus lusseri Heer ex W.D.J.Koch
- Lathyrus pratensis f. pallidiflorus H.Lindb. ex Hiitonen
- Lathyrus pratensis f. sepium (Scop.) Bolzon
- Lathyrus pratensis subsp. hallersteinii Nyman
- Lathyrus pratensis subsp. lusseri (Heer ex W.D.J.Koch) Soják
- Lathyrus pratensis subsp. pratensis
- Lathyrus pratensis subsp. velutinus (DC.) Soják
- Lathyrus pratensis var. hirsutus Lej.
- Lathyrus pratensis var. montanus Lecoq & Lamotte
- Lathyrus pratensis var. subalpinus Rouy
- Lathyrus pratensis var. tomentosus Wahlb.
- Lathyrus pratensis var. velutinus DC.
- Lathyrus sepium Scop.
- Lathyrus velutinus (DC.) Landolt
- Orobus pratensis (L.) Stokes
- Pisum pratense (L.) E.H.L.Krause